# Hergisdorf
Hergisdorf este o comună din landul Saxonia-Anhalt, Germania.
Se află la o altitudine de 185 m deasupra nivelului mării. Are o suprafață de 9,54 km². Populația este de 1.471 locuitori, determinată în 31 decembrie 2023, prin actualizare statistică[*].
1. ↑  Alle politisch selbständigen Gemeinden mit ausgewählten Merkmalen am 31.12.2018 (4. Quartal) (în germană), Statistisches Bundesamt[*], arhivat din original la 10 martie 2019, accesat în 10 martie 2019